# Єлизавета Альбертіна Ангальт-Бернбурзька
Єлизавета Альбертіна Ангальт-Бернбурзька (нім. Elisabeth Albertine von Anhalt-Bernburg), 31 березня 1693 — 7 липня 1774) — принцеса Ангальт-Бернбурзька з династії Асканіїв, донька князя Ангальт-Бернбургу Карла Фрідріха та графині Софії Альбертіни цу Сольмс-Зонненвальде, дружина князя Шварцбург-Зондерсгаузену Ґюнтера XLIII.

## Біографія
Народилась 31 березня 1693 року у Бернбурзі первістком в родині спадкоємного принца Ангальт-Бернбургу Карла Фрідріха та його першої дружини Софії Альбертіни цу Сольмс-Зонненвальде, з'явившись на світ за 9 місяців після їхнього весілля. Мала п'ятеро молодших братів і сестер, з яких вижили брат Віктор Фрідріх і сестри Шарлотта Софія, Августа Вільгельміна та Фредеріка Генрієтта.
Втратила матір у 15-річному віці. За кілька років батько одружився вдруге, але до того часу Єлизавета Альбертіна вже була одружена.

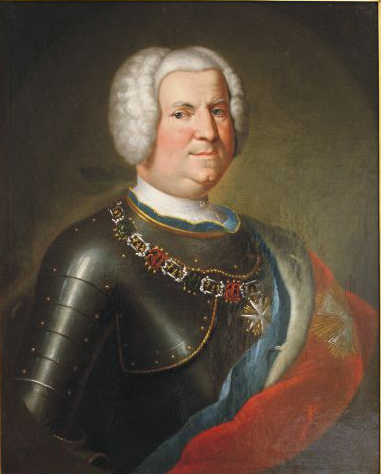
Портрет Ґюнтера XLIII пензля невідомого майстра

У 19-річному віці стала дружиною 34-річного спадкоємного принца Шварцбург-Зондерсгаузену Ґюнтера. Весілля відбулося 2 жовтня 1712 у Бернбурзі. Шлюб був щасливим, але дітей пара не мала.
Ґюнтер перебрав на себе керування країною ще за життя батька, а у 1721 році офіційно став правлячим князем. Відомий був як добрий, справедливий і благочесний правитель. Мав також пристрасть до мисливства.
Мешкало подружжя у Зондерсгаузенському палаці. У 1722 році до замкової церкви був встроєний орган. У 1729—1734 роках для Єлизавети Альбертіни був збудований палац у Арнштадті, на випадок її вдівства. За життя подружжя у палаці зберігалися князівські колекції витворів мистецтва. Однак, Єлизавета Альбертіна також намагалася організувати там другий двір.
Ґюнтер помер наприкінці листопаду 1740 року. Князівство перейшло його молодшому братові Генріхові XXXV. Єлизаветі Альбертіні після тривалого юридичного розгляду вдалося отримати у спадок бібліотеку чоловіка, яку вона потім передала своєму братові Віктору II Фрідріху.
Пішла з життя у Арнштадті за часів правління свого небожа Крістіана Ґюнтера, 7 липня 1774 року.